# Axel Enlund
Axel Valentin Enlund (* 1. September 2007 in Umeå) ist ein schwedischer Volleyballnationalspieler.

## Karriere
Enlund begann seine Karriere bei Stöcke IF. 2023 ging der Diagonalangreifer zum Volleyball-Internat RIG Falköping und spielte mit der Nachwuchsmannschaft in der ersten Liga. Nachdem er zuvor schon in der U17 und U19 zum Einsatz gekommen war, gab er 2024 in einem Länderspiel gegen Dänemark sein Debüt für die A-Nationalmannschaft. Am Ende der Saison 2024/25 wurde er in der schwedischen Liga zum Spieler der Saison gewählt. Danach wechselte er zum deutschen Bundesligisten SVG Lüneburg.